# Cucurbitaria laburni
Cucurbitaria laburni är en svampart som först beskrevs av Christiaan Hendrik Persoon, och fick sitt nu gällande namn av De Not. 1862. Cucurbitaria laburni ingår i släktet Cucurbitaria och familjen Cucurbitariaceae.  Arten är reproducerande i Sverige. Inga underarter finns listade i Catalogue of Life.